# LHX Attack Chopper
LHX Attack Chopper — відеогра жанру військовий симулятор вертольота, розроблена та випущена компанією Electronic Arts в 1990 році для платформи PC-DOS.
В 1992 році гра також була портована на платформу Mega Drive/Genesis.
Гра виконана повністю в тривимірній графіці, контролер керування вертольотом зроблений у спрощеному аркадному стилі.
Дизайном та основною програмною частиною займався Брент Айверсон, також відомий як розробник інших авіаційних симуляторів компанії Electronic Arts.

## Ігровий процес

DOS версія гри

На додаток до титульного прототипу розвідувального/ударного вертольоту ЛЕВ у грі доступні й ще два вертольоти Армії США (AH-64 «Апач» і UH-60 «Чорний яструб») та один конвертоплан MV-22 Osprey (прототип на той час).
Будь-який з них може бути розгорнутий у протистоянні з наземними та військовими силами радянського походження в театрах військових дій Лівії, В'єтнаму та Німеччини.
Сили союзників також присутні, але вони не беруть активної участі у протистоянні, окрім спеціальних місій супроводу, де бомбардувальник B-2 «Стелс» чи пара «Чорних яструбів» у межах бойової пошуково-рятувальної операції перетинають повітряні кордони ворога.
Всі ракетні блоки (як протиповітряні, так і протиназемні) мають обмежену кількість пусків, яка часто збігається із доступною кількістю запусків ракет на реальних системах.
Наземні юніти супротивника в грі нерухомі, а повітряні постійно пересуваються.
Гравець може в бажаній послідовності вибирати будь-яку кампанію або місію із п'яти комплексних ігрових рівнів, що можливо допоможе краще зрозуміти ситуацію супротивника, час його реакції та кількість і якість виставлених наземних сил на лінії спротиву. Кожна завершена місія не впливає на інші місії та кампанію в цілому, і гравець може потім повторно її проходити, якщо забажає.

MD версія гри

У кінці кожної місії гравець отримує повідомлення-дебрифінг, що описує результати успіху або провалу.
Лічильник балів вираховує, чи виконані головні цілі, на якому саме майданчику було зроблене приземлення (територія союзних сил чи ні), скільки було знищено юнітів супротивника та деякі інші фактори.
Також при завершенні рівня гравець може отримати одну з деяких медалей або просунутись до рангу полковника.
У випадку, якщо вертоліт гравця буде знищений у повітрі або зазнає аварії, кар'єра пілота припиняється через його смерть.
Якщо пілот приземлиться на ворожій території, можуть відбутись різні сценарії подальших подій — пілот буде вбитий або взятий у заручники, пілот може втекти на дружню територію, або бути звільненим силами союзників.
Версія для Mega Drive відрізняється від оригінальної спрощенням керування та відсутністю можливості вибирати рівні. Також на вибір доступні лише два вертольоти з чотирьох. Деталізація рівнів трохи збільшена, ускладнені моделі гір.

## Критика
Американський журнал про комп'ютерні ігри Computer Gaming World у 1992-му році проводив огляд ігор військової тематики з актуальними на той час сетингами, і дав грі 2,5/5 балів. Основною проблемою на їх думку була «високо нереалістична модель польоту».